# 알렉시오스 1세

알렉시오스 1세 집권 당시의 비잔티움 영토

알렉시오스 1세 콤니노스(그리스어: Αλέξιος Α' Κομνηνός, 1048년경 – 1118년 8월 15일) 또는 알렉시우스 1세 콤네누스(라틴어: Alexius I Comnenus)는 동로마 제국의 황제(재위 : 1081년 – 1118년)이다. 동로마 제국의 군사적·재정적 부흥을 이끈 황제로 그의 치세 동안 제국의 영토가 넓어지고 안정을 찾았다. 특히 십자군의 혼란을 잘 극복하여 제국에 도움을 주었고 콤니노스 왕조를 굳건한 반석 위에 올리는 데 성공하였다.

## 생애

### 황제 등극과 집권 초기
그는 요안니스 콤니노스와 안나 달라세나의 아들이었고 이사키오스 1세의 조카였다. 알렉시오스는 비잔티움의 유력한 가문 출신으로 젊은 시기부터 무용으로 이름을 날렸다. 당시 동로마 제국은 1071년 만지케르트 전투 이후 걷잡을 수 없이 내리막길을 걷고 있었다. 1071년부터 1081년까지 로마누스 4세, 미카일 7세, 니키포로스 3세로 이어지는 혼란기에 그는 유능한 군사활동으로 젊은 장군으로 이름을 날렸다. 두터운 콘스탄티노폴리스 민중의 신임을 바탕으로 어머니 안나 달라세나, 부인 이리니 두케나의 가문인 막강한 두카스 가문의 지원을 얻어 무능한 전임 황제 니키포로스 3세에게서 1081년 24살의 나이로 제위를 양도 받는 데 성공했다.
즉위 직후 그는 여러 차례 외부의 침입에 직면했다. 맨처음으로 제국을 위협한 것은 이탈리아 남부의 노르만족이었다. 1081년 로베르토 기스카르가 이끄는 노르만족은 일리리아 속주의 수도인 두라초(오늘날의 알바니아의 두러스)를 침략했다. 알렉시오스는 즉각 베네치아 공화국에 도움을 요청하는 한편 신성로마제국의 하인리히 4세에게 이탈리아를 침공하게 했다. 알렉시오스는 몇 차례 전투에서 로베르트에게 패했으나 베네치아 해군의 도움으로 결국 노르만족의 침략을 물리칠 수 있었다. 베네치아 공화국은 이 승리의 대가로 동로마 제국 내에서의 광범위한 무역 특권을 얻었다.

### 외부의 침입의 격퇴
또한 알렉시오스는 끊임없이 도나우강을 넘어 발칸반도로 침입해오는 페체네그인과도 맞서야 했는데, 알렉시오스는 또다른 야만족인 쿠만족과의 동맹으로 이들을 격파했다. 페체네그족은 1087년과 1090년 두 번에 걸쳐 침입해 왔으나 알렉시오스는 위기를 무사히 넘기고 집권 초기의 불안을 안정화 시켰다. 그러나 페체네그족의 위협이 물러가자 1094년에는 쿠만족이 로마노스 4세의 아들을 자처하는 콘스탄티노스라는 자를 앞세워 제국의 변경 트라키아를 침입했다. 한편 그는 당시 중부 아나톨리아에 룸 술탄국을 건설한 셀주크 투르크의 침입을 외교로 막았는데 1081년 이븐 쿠탈미시와 협정을 맺었고 1093년 그의 아들 킬리치 아르슬란 및 다른 이슬람 군주들과도 협정을 맺어 제국의 안위를 보장했다. 그러나 셀주크는 소아시아의 대부분을 손에 넣었고 제국의 가장 큰 위협으로 다가왔다.

### 제1차 십자군

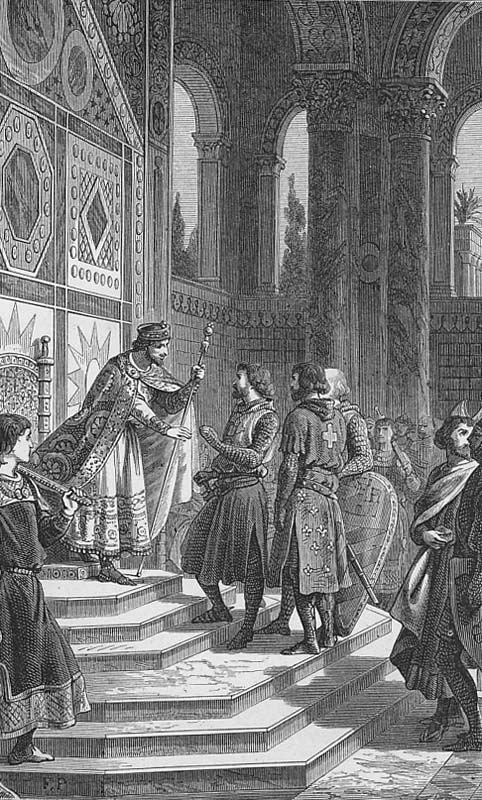
콘스탄티노폴리스를 방문한 고드프루아 드 부용을 접견하는 알렉시오스 1세.

1090년경 알렉시오스는 1054년 교회의 대분열 이후 소원하던 서방 교회와의 화해를 모색하였다. 교황 우르바노 2세와의 교섭을 통해 서방의 군대를 끌어들여 아나톨리아에서 잃어버린 제국의 영토를 되찾을 계획을 세우고 교황의 지지를 클레르몽 공의회에서 호소했다. 1095년 교황은 피아젠차에서 프랑스의 클레르몽으로 여행하며 십자군 원정을 선포하고 대(對)무슬림 전투에 참가하는 자들은 죄를 방면해주겠다고 선동하였다. 이 호소에 힘입어 서방의 왕들과 주교, 기사들은 대군을 조직하고 준비하였는데 이는 알렉시오스가 바라던 바는 아니었다. 알렉시오스는 서방의 무법자들이 제국을 거쳐 성지로 원정을 떠나는데 제국이 입을 피해를 걱정하였다. 은자 피에르를 위시한 어중이떠중이로 구성된 군중 십자군을 시작으로 서방에서 십자군이 제국의 영토로 몰려왔고 알렉시오스는 늘 이들의 뒤치닥거리로 바빴다. 비록 서방의 야만스러운 무법자들이 제국을 엉망으로 만들기는 하였지만, 알렉시오스의 현명한 대처로 그들은 콘스탄티노폴리스를 거쳐 소아시아로 건너가서 일정 부분 성과를 거두었다. 알렉시오스는 이들에게 자신에게 충성할 것을 서약하게 했다. 니케아와 몇몇 소아시아 도시들이 다시 제국의 수중에 떨어졌다. 십자군은 팔레스타인에서 예상치 못한 성공을 거두어 예루살렘을 정복하고 예루살렘 왕국을 세웠으나 나중에 거의 대부분 서약을 깨고 알렉시오스에게 충성하지 않았다.
안티오키아 같은 유서깊은 제국의 도시가 영토가 오만한 노르만족인 타란토의 보에몽의 수중에 넘어갔고 보에몽은 안티오크 공국을 세웠다. 다른 십자군 장군들도 제국을 적대시하였다. 알렉시오스는 서부 아나톨리아에 대한 지배권을 일부 회복했고, 또한 보에몽을 견제해 타우루스 남동부 지방으로 진출해 아다나와 타르수스 주변의 비옥한 해안 평야의 대부분을 차지했으며, 아울러 시리아 해안을 따라 남쪽으로 멀리 진군했다. 그러나 십자군이 세운 작은 십자군 국가들에 대해 영구적인 통제권을 확립할 수 없었고, 1107년 보에몽이 그리스 서부의 아블로나를 침공했을 때 이에 맞서 힘겹게 싸워야 했다. 이때부터 수십 년간 노르만인들은 비잔티움의 최대 적수가 된다.

### 내정과 말년
알렉시오스의 치세 마지막 20년간은 초기의 성공과는 달리 계속 평판이 나빠졌다. 그는 교회와 정부 개혁에 뛰어들어 이단을 척결하고 수도에 복지 시설을 확충하는 등 열성적으로 나라를 통치했다. 그의 집권 초기 그의 모후인 안나 달라세나는 뛰어난 정치 감각과 행정력으로 정부 개혁에 큰 도움을 주었다. 그러나 그는 자신의 뜻을 이루기 위해 지나치게 가문에 의존하는 족벌주의 정책을 펴 훗날 비잔티움의 족벌 체제를 강화하는 데 일조하게 된다. 이단에 대해서도 지나치리만큼 가혹하게 처리했는데 1118년 보고밀파의 지도자 바실리오스를 무자비하게 화형시킨 적도 있다.
또한 알렉시오스의 치세 말년은 후계자 문제로 골치 아팠다. 그는 1092년 아들 요안니스 콤니노스를 공동황제에 앉히고 후계자로 지명했으나 황후인 이리니는 딸 안나 콤니니와 공모하여 사위를 제위에 앉히려고 계속해서 요안니스를 반대하였던 것이다. 1118년 건강이 나빠지자 알렉시오스는 아내를 배제하고 서둘러 후계자로 요안니스를 지정하고 곧 죽었다.

## 같이 보기
- 동로마 제국
- 비잔티움 황제 연대표
- 십자군
- 콤네노스 왕조